# Athemus laosensis
Athemus laosensis es una especie de coleóptero de la familia Cantharidae.

## Distribución geográfica
Habita en Laos.